# Cubilina
La Cubilina (CUBN) (en inglés: Cubilin) es una proteína, de 460kDa, codificada por el gen CUBN, también conocido como IFCR (intrinsic factor-cobalamin receptor) o gp280, en los humanos está ubicado en el cromosoma 10 (10p13) y cuenta con un total de 71 exones.

## Descripción

Estructura del Factor Intrínseco-Cobalamina unido a su receptor Cubilina (CUBN). CUBN está representada en rosa y el complejo FI-Cobalamina está representado en verde.

La CUBN es una proteína periférica de membrana con una estructura única organizada en tres regiones: una región N-terminal (también conocido como extremo amino-terminal) corta, de 100 residuos, involucrada en la trimerización de proteínas y el anclaje a membranas. Una segunda región que alberga ocho dominios EGF (en inglés: Epidermal Growth Factor) y una tercera región de 27 dominios CUB (definidos como complemento C1r/C1s, Uegf, Bmp1), un motivo estructural de aproximadamente 110 residuos localizados, prácticamente, en proteínas extracelulares y asociadas a la membrana plasmática, que están envueltas en una amplia gama de funciones dominio CUB; cada una con una estructura de β-barril.
La CUBN contiene un sitio de escisión de furina y 42 sitios potenciales de glicosilación Asn-X-Ser o Asn-X-Thr (N-glicosilación).
La acumulación de los dominios CUB, que constituyen el 85% de la proteína, contribuyen a la capacidad de esta a unirse a múltiples ligandos de diferentes estructuras proteicas, en particular, los dominios CUB 5-8 son los responsables del reconocimiento y unión al complejo Factor Intrínseco-Vitamina B12.
La localización subcelular de CUBN es en los dominios de membrana apical y basolateral de las células epiteliales del túbulo proximal contorneado renal, el saco vitelino visceral, el íleon  y la placenta, y también en las membranas de lisosomas y endosomas.

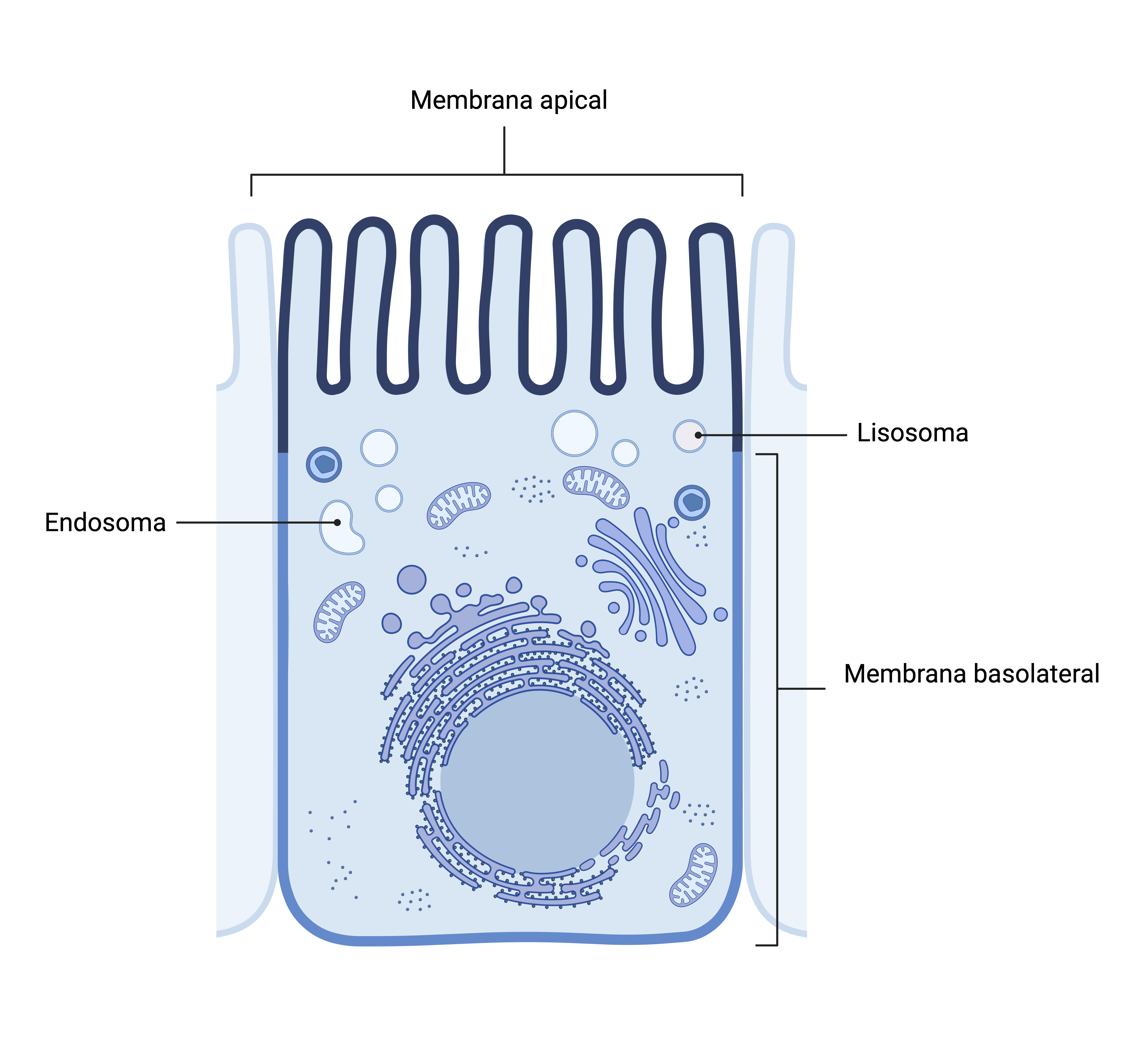
Localización subcelular de CUBN.

## Función

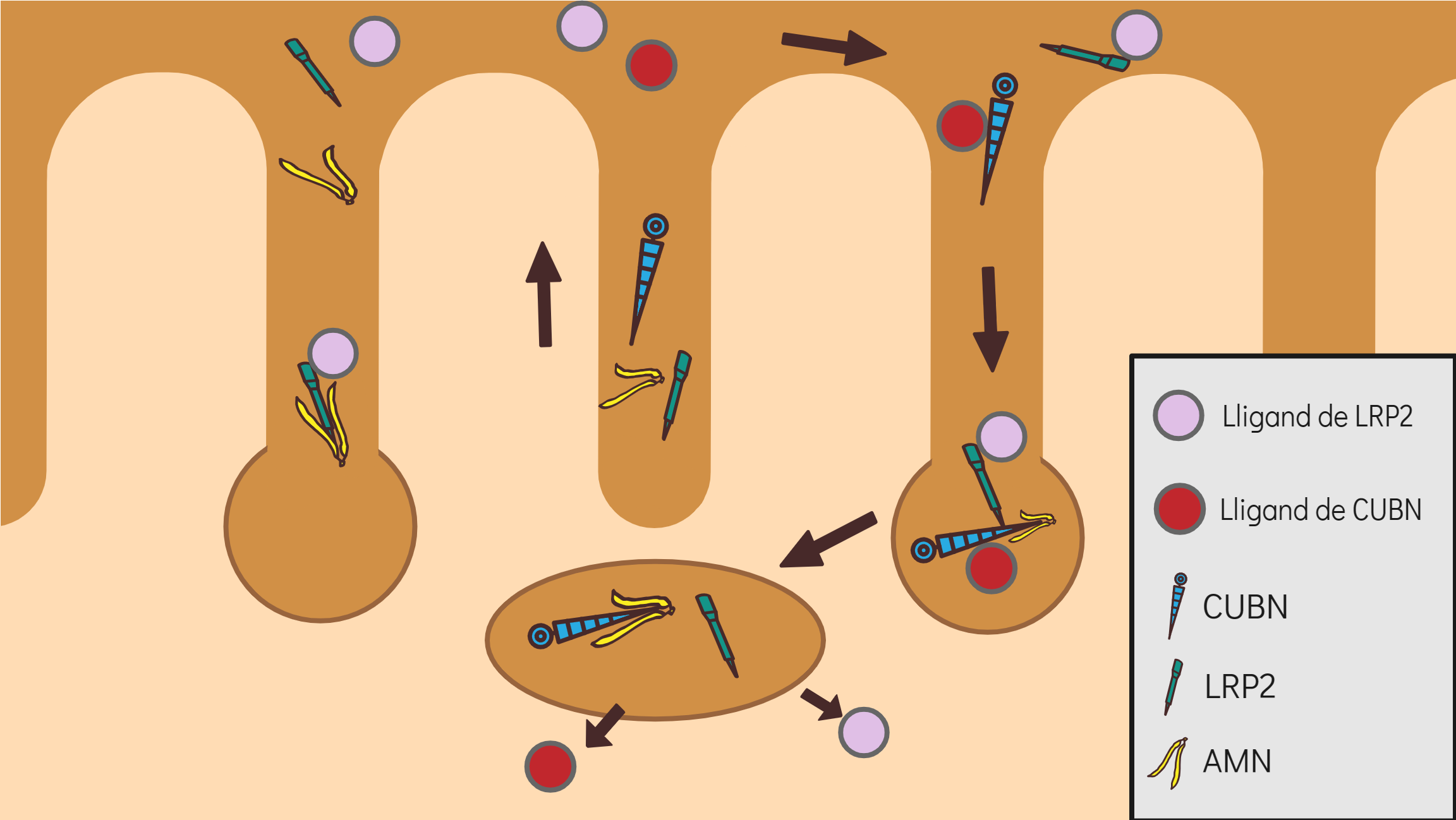
CUBN, LPR2 y AMN se unen entre sí y a diferentes ligandos para transportarlos al interior de la célula. Posteriormente, estas proteínas pasan al exterior celular y continúan el ciclo.

Estructura del complejo Amnionless (AMN)-Cubilina (CUBN). AMN está representado en verde y CUBN en naranja.

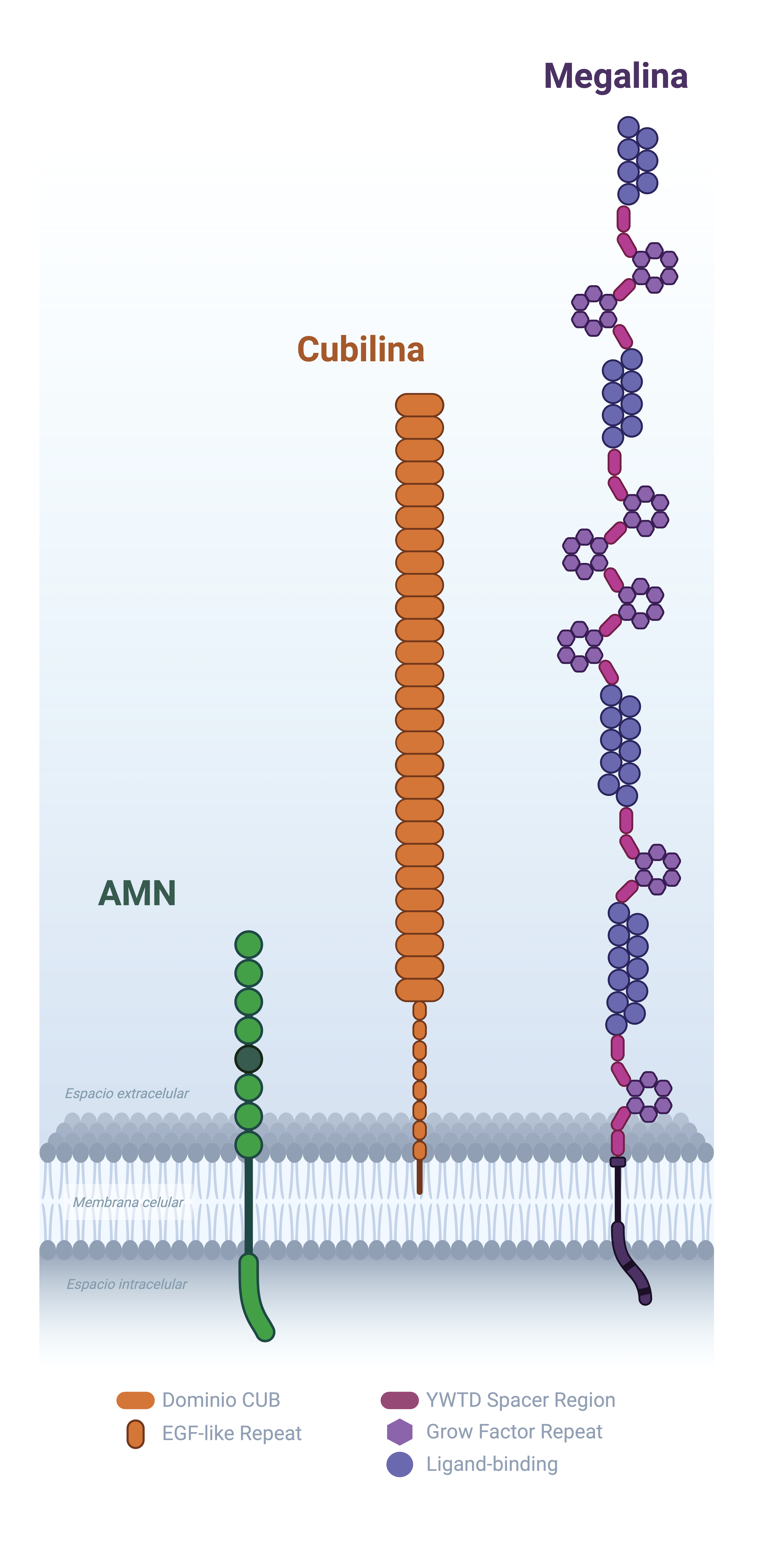
Dominios y motivos conocidos de Cubilina (CUBN), Megalina y amnionless (AMN). Los tres receptores se localizan en el túbulo proximal renal (TP), donde cooperan en el aclaramiento ultrafiltrado. CUBN es una proteína de membrana periférica y, por lo tanto, depende de Megalina y/o AMN para asegurar la internalización de sus ligandos.

La CUBN es un gran receptor endocítico y se relaciona con múltiples funciones: la homeostasis de la vitamina B12, la reabsorción renal de proteínas o sustancias tóxicas como la albúmina, la proteína fijadora de la vitamina D o el cadmio. Actualmente, se describe la importancia de este receptor en el buen funcionamiento renal e intestinal, así como su implicación en el desarrollo embrionario, a través de su modulación de la señalización Fgf8, también conocido como Fibroblast Growth Factor.
El multi-ligando receptor CUBAM es el responsable por la endocitosis y absorción de la B12. Este está compuesto esencialmente de CUBN, que realiza el reconocimiento y unión al complejo Factor Intrínseco-Vitamina B12 y Amnionless (AMN), una proteína codificada por el gen AMN (14q32), de 38 a 50 kDa, que facilita la endocitosis del complejo. La CUBN, por tanto, requiere de la función de al menos dos moléculas proteicas para su adecuada actuación: el AMN, que participa en el transporte apropiado de esta; y la Lrp2 o Megalina, esencial para la internalización eficiente de la CUBN y sus ligandos.
La AMN es responsable del transporte de la CUBN a la membrana, sin esta, la CUBN queda retenida en estructuras intracelulares. De forma similar, la AMN queda retenida intracelularmente si la CUBN está ausente. Se cree que las interacciones entre los dominios EGF de la CUBN y la AMN son responsables de esta interdependencia.
| Proteínas transportadoras de vitaminas | Otras proteínas transportadoras | Lipoproteínas                 | Hormonas                              | Proteínas inmunitarias y relacionadas con el estrés | Otros                     |
| -------------------------------------- | ------------------------------- | ----------------------------- | ------------------------------------- | --------------------------------------------------- | ------------------------- |
| Factor intrínseco B12                  | Albúmina                        | Apolipoproteína A-I           | Factor de crecimiento de fibroblastos | Cadenas ligeras de Ig                               | Factor de coagulación VII |
| Proteína fijadora de la vitamina D     | Mioglobina                      | Lipoproteína de alta densidad | Factor de crecimiento de fibroblastos | Proteína secretora de la célula de Clara            | Factor de coagulación VII |
| Proteína fijadora de la vitamina D     | Hemoglobina                     | Lipoproteína de alta densidad | Factor de crecimiento de fibroblastos | α1-Microglobulina                                   | Factor de coagulación VII |
| Proteína fijadora de la vitamina D     | Transferrina                    | Lipoproteína de alta densidad | Factor de crecimiento de fibroblastos | α1-Microglobulina                                   | Factor de coagulación VII |

## Papel de la CUBN en la absorción de la Vitamina B12

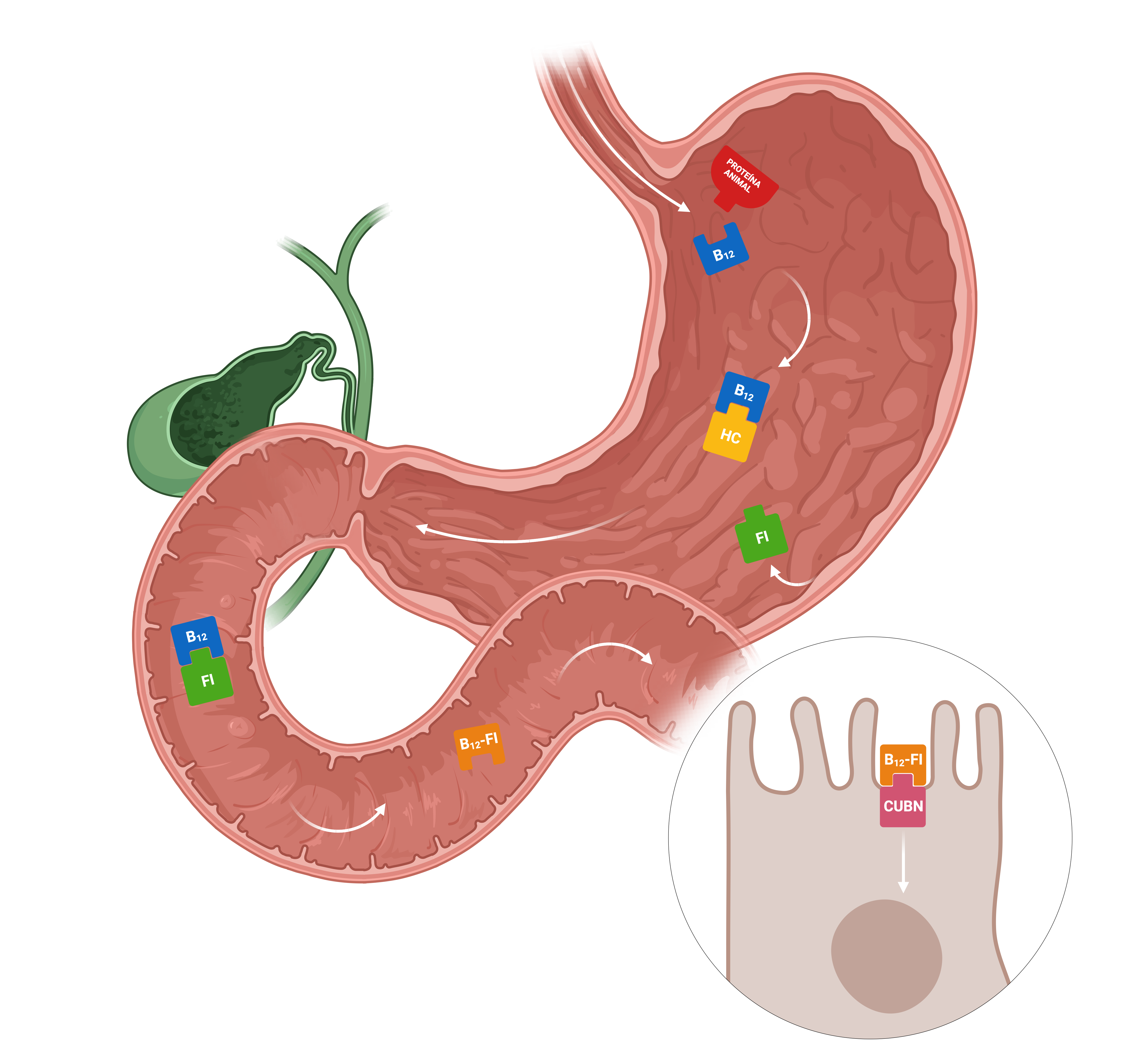
Absorción de la vitamina B_{12}.
HC: Haptocorrina; FI: Factor Intrínseco; CUBN: Cubilina.

El metabolismo de la molécula de B12 se inicia en el estómago, donde se realiza la liberación de B12 por digestión péptica, para la absorción de esta. Una vez liberada, la haptocorrina se une a la B12, formando un complejo. Además, en el estómago se produce la secreción de la glicoproteína factor intrínseco (FI), la molécula B12 se disocia del complejo inicial al pasar al duodeno, y realiza la unión con el FI, formando el complejo B12-FI; este transita a través del intestino hasta llegar al íleon, en donde tendrá lugar la absorción. El complejo B12-FI se une a receptores de la célula ileal, y es absorbido mediante endocitosis. 
Finalmente, la B12 pasa al torrente circulatorio unida a la transcobalamina I/II responsable del transporte de B12 en el organismo. 

## Mutaciones en el gen CUBN
Las mutaciones en el gen de la CUBN pueden provocar diferentes trastornos:

### Síndrome de Imerslund-Gräsbeck
El síndrome de Imerslund-Gräsbeck (IGS) es causado por mutaciones autosómicas recesivas poco comunes en los dos componentes del CUBAM, el gen CUBN y el gen AMN, que se presentan sobre todo en pacientes de los países nórdicos.
Este síndrome se manifiesta en la infancia y causa entre otros síntomas, retraso en el desarrollo, fatiga, problemas neurológicos, proteinuria y anemia megaloblástica, un tipo de anemia caracterizada por una alteración en la síntesis del ADN de las células hematopoyéticas por la falta de B12 que causa un volumen anormalmente grande de los eritrocitos.Estos síntomas son causados por la mutación en el complejo CUBAM, la cual no permite la correcta absorción de la B12 y esta no llega a la transcobalamina ni es distribuida a las diferentes células.Sus síntomas pueden derivar en daños graves por lo que su diagnóstico se debe realizar lo antes posible y su tratamiento más común se basa en inyecciones intramusculares de cobalamina de forma diaria durante 10 días cada mes a lo largo de la vida, para solucionar la deficiencia de B12.

### Proteinuria crónica benigna
La proteinuria crónica benigna es una clase de proteinuria causada por una mutación autosómica recesiva que causa una alta presencia de proteínas en la orina sin llevar asociada ningún tipo de discapacidad renal o problemas cardíacos.

## Importancia clínica
La CUBN es un potencial biomarcador de diagnóstico y pronóstico del cáncer de riñón. La expresión de CUBN es altamente específica para el cáncer colorrectal (CCR) y la pérdida de la proteína se asocia de manera significativa e independiente con un mal pronóstico. La expresión de CUBN en un carcinoma de células renales proporciona un  pronóstico positivo prometedor para los pacientes. La alta especificidad de la expresión de CUBN en el CCR también sugiere un papel como nuevo marcador diagnóstico en el diagnóstico diferencial del cáncer clínico para confirmar o descartar el CCR.